# 연화 (화학)
연화(研和, trituration)는 분야에 따라 서로 다른 화학 과정을 부르는 말이다.

## 치의학
치의학에서는 배합된 합금과 수은이 적절히 혼합되어 반응이 되도록 하는 과정을 연화라고 한다. 합금표면을 덮고있는 산화막을 제거해 신선한 합금을 노출시키고 그 면에 수은을 압력을 가해 접촉시키면 아말감화가 일어난다. 연화의 목적을 아말감 합금을 분쇄해 표면적을 증대시켜 반응을 촉진하고 아말감 합금과 수은이 균일한 혼합물이 되도록 한다.